# Wolfgang Schlote
Wolfgang Schlote (* 17. August 1932 in Dresden; † 10. April 2020) war ein deutscher Neuropathologe. Von 1984 bis zu seiner Emeritierung im Jahr 2000 war er Direktor des Edinger Instituts für Neuropathologie an der Johann Wolfgang Goethe-Universität Frankfurt am Main.

## Leben
Nach dem Studium der Medizin an der Universität Leipzig von 1950 bis 1956 und der Promotion zum Dr. med. mit der Arbeit Gliaarchitektonik der menschlichen Grosshirnrinde im Nissl-Bild war Schlote von 1959 bis 1961 wissenschaftlicher Mitarbeiter am Max-Planck-Institut für Psychiatrie in München, von 1961 bis 1964 an der Universitäts-Nervenklinik Marburg und von 1964 bis 1971 wissenschaftlicher Assistent am Institut für Hirnforschung der Eberhard Karls Universität Tübingen. 1967 habilitierte sich Schlote für das Fach Neuropathologie und wurde 1971 Professor für submikroskopische Pathologie und Neuropathologie an der Universität Tübingen. 1984 er zum Professor für Neuropathologie an die Universität Frankfurt am Main berufen. 2001 trat er in den Ruhestand, sein Nachfolger als Direktor des Instituts für Neuropathologie wurde Karl H. Plate.
Von 1983 bis 2001 war Schlote Editor-in-Chief der Zeitschrift Clinical Neuropathology.
Wolfgang Schlote war verheiratet und hat vier Töchter.
An Schlotes Persönlichkeit erinnern persönliche Nachrufe ehemaliger Mitarbeiter und Kollege.
Schlotes Haltung im Umgang mit NS-belasteten Hirnpräparaten wurde eingehend gewürdigt.

## Veröffentlichungen (Auswahl)
- Nervus opticus und experimentelles Trauma. Beitrag zur Cytologie und Cytopathologie eines zentralnervösen Markfasersystems. In: Monographien aus dem Gesamtgebiete der Neurologie und Psychiatrie. Band 131, Springer, 1970, ISBN 978-3-540-04975-3, doi:10.1007/978-3-642-87582-3.
- How Long Can Degenerating Axons in the Central Nervous System Produce Reactive Changes? In: R. L. Friede, F. Seitelberger (Hrsg.): Symposium on Pathology of Axons and Axonal Flow. Acta Neuropathologica Supplementum. Band 5, Springer 1971, doi:10.1007/978-3-642-47449-1_5.
- Entwicklung des Nervensystems. In: W. Doerr, G. Seifert (Hrsg.): Spezielle pathologische Anatomie. Band 13/II, Springer 1983.
- mit B. Molzer, J. Peiffer, M. Poremba, F. Schumm, K. Harzer, R. Schnabel, H. Bernheimer: Adrenoleukodystrophy in an adult female. In: Journal of Neurology. Band 235, Nummer 235, 1987, S. 1–9 doi:10.1007/BF00314189.